# Mit brennender Sorge
Mit brennender Sorge (hrv. „S gorućom brigom”) je enciklika na njemačkom jeziku koju je papa Pio XI. potpisao 14. ožujka 1937. te objavio 21. ožujka 1937. godine. Podnaslov enciklike je „O Crkvi u Njemačkom Reichu”.

## Sadržaj
U njoj se osuđuje povreda slobode Katoličke Crkve i kršenje konkordata između Svete Stolice i Njemačke iz 1933. godine, ali je pretežni dio usmjeren na pitanja vjerskog nauka i morala, te se osuđuju „panteistička konfuzija”, „neopoganstvo”, „mit o rasi i krvi” i idolatrija Države koju su širili nacisti.
Za sastavljanje enciklike bio je odgovoran državni tajnik Svete Stolice Eugenio Paccelli, koji je kasnije postao papa Pio XII. „Mit brennender Sorge” sadržava više dijelova koji su plod njegovih intervencija.
Enciklika je, odstupajući od običaja da se enciklike pišu na latinskom jeziku i tek potom prevode na narodne jezike, napisana na njemačkom jeziku. Papinski nuncij Cesare Orsenigo encikliku je dao potajice od njemačkih vlasti umnožiti u 300.000 primjeraka i raspačati u Njemačkoj; kasnije se po župama tekst skrivao da ga nacisti ne bi uništili, ponekada i u svetohraništima crkava. S propovjedaonica u Njemačkoj je pročitan za Cvjetnicu 1937. godine.

## Reakcije njemačke nacionalsocijalističke vlasti
Nacisti su reagirali bijesno, uhićivali su i zatvarali. U zatvoru su završile mnogi katolici koji su sudjelovali u tiskanju i raspačavanju. Zaplijenjeno je i 12 tiskarskih strojeva na kojima je ona tiskana. Cijeli niz samostana i škola kao i brojni bogoslovni fakulteti i visoke škole morale su biti zatvorene. Već travnja iste godine došla je nova Hitlerova i Goebbelsova zapovijed za novim valom mjera protiv svećenika i redovnika. Namjera je bila isključiti Crkvu od odgoja mladeži te potkopati povjerenje u Crkvu. Zatim su školske godine 1937./38. raspuštene privatne katoličke škole ili ih je preuzela država. Vjerska nastava nije više bila moguća u osnovnim i strukovnim školama. Gušenjem i onemogućavanjem katoličkog odgoja, te zapravo svakog drugog ne-nacističkog odgojnog rada u Njemačkoj pod nacističkom vlašću stvorili su se preduvjeti za indoktrinaciju mržnjom, te onemogućilo osvješćivanje mržnjom zatrovane mladeži. 
Nacisti su uklanjanjem autoriteta Katoličke Crkve u odgoju mladih i stvaranjem monopola nacističkih organizacija poput Hitlerjugenda stvorili preduvjete za moralno trovanje mladeži i stvaranju vojske mladih ljudi odanih rasizmu i ostalim nacističkim konceptima, s kakvima će se čitav svijet uskoro suočiti u II. svjetskom ratu.

## Vanjske poveznice
- Potpuni tekst enciklike Mit brennenden sorge sa službenih stranice Svete Stolice (eng.)
- Potpuni tekst enciklike Mit brennenden sorge sa službenih stranice Svete Stolice (njemački)
- Ivan Fuček: Etička kritika totalitarizma u papinskim dokumentima (izlaganje sa znanstvenog skupa, 1996. god.)
- Nikola Stanković, Pojmovnik antitotalitarnih enciklika iz 1937., Obnovljeni život 1-2/1996.